# 邢遜
邢 遜（けい そん、491年 - 546年）は、北魏末から東魏にかけての官僚。字は子言。本貫は河間郡鄚県。

## 経歴
邢巒の子として生まれた。容貌は醜く矮躯であったが、気風に優れていた。司徒行参軍を初任とした。父の平舒県伯の爵位を嗣いだ。後に国子博士・本州中正に転じた。霊太后に面会して不遇を訴え、長兼吏部郎中とされた。さらに安遠将軍・平州刺史として出向した。六鎮の乱に際して、討伐のための兵を進めようとしなかったため、免官された。孝荘帝の初年、輔国将軍・通直散騎常侍・東道軍司に任じられ、濮陽で劉挙の乱を討ったが、敗れて洛陽に帰った。散騎常侍の位を受け、前将軍の号を加えられた。529年（永安2年）、元顥の官を受けた罪により、官爵を剥奪された。まもなく撫軍将軍・金紫光禄大夫の位を受けた。孝武帝のとき、衛将軍・右光禄大夫に転じた。孝静帝の初年、本官のまま嘗薬典御を兼ね、車騎将軍の号を加えられた。長らくを経て、大司農卿に任じられたが、司農少卿の馬慶哲と争って互いに訴訟に及んだ。546年（武定4年）、死去した。享年は56。車騎将軍・光禄勲・幽州刺史の位を追贈された。
子の邢祖微は、開府祭酒となったが、父の喪が明けないうちに、反乱を計画して処刑された。

## 伝記資料
- 『魏書』巻65 列伝第53
- 『北史』巻43 列伝第31